# 3-Pyrrolin
3-Pyrrolin ist eine chemische Verbindung aus der Gruppe der Pyrroline, ein cyclisches Amin, das aus einem fünfgliedrigen Ring besteht, der eine Doppelbindung enthält. Seine Struktur leitet sich von der des Pyrrols durch die formale Hydrierung einer Doppelbindung ab.

## Darstellung
3-Pyrrolin kann durch Reduktion von Pyrrol mit Zinkstaub in Essigsäure dargestellt werden. Eine weitere Möglichkeit, die jedoch nur eine geringe Ausbeute liefert, ist die Metathesereaktion von Diallylamin mit dem Schrock-Katalysator.

## Eigenschaften
3-Pyrrolin ist bei Raumtemperatur eine farblose klare Flüssigkeit, die bei 90–91 °C siedet. Der Flammpunkt liegt bei −18 °C.